# دوري آيسلندا الممتاز 1951
دوري آيسلندا الممتاز 1951 (بالآيسلندية: Efsta deild karla í knattspyrnu 1951) هو الموسم 40 من  دوري آيسلندا الممتاز. كان عدد الأندية المشاركة فيه  5، وفاز فيه ابروتاباندلاج أكرانيس.